# Batallón de Operaciones Policiales Especiales
El Batallón de Operaciones Policiales Especiales (en portugués: Batalhão de Operações Policiais Especiais), generalmente conocido por su acrónimo BOPE, es la tropa de élite de la policía militar de Río de Janeiro, Brasil. Su entrenamiento es similar al de la UEI, GEO, el COPES, el GOPE, los Rangers, los GOPES, el SWAT, el Cuerpo de Marines de los Estados Unidos y otro tipo de brigadas especiales.[cita requerida] Se caracterizan por realizar incursiones en las favelas del país contra el narcotráfico reinante en las mismas con una estrategia y armamento importante y potente. Cuentan con el apoyo del gobierno brasileño ya que en algunos casos, por su entrenamiento especial es el único grupo capaz de resolver conflictos que la policía convencional no puede. Existen dos películas basadas en esta brigada tituladas Tropa de élite y su secuela Tropa de élite 2. El BOPE actúa en operaciones de alto riesgo, incluidas las redadas en los barrios de favelas y las situaciones de enfrentamiento con los narcotraficantes, que utilizan armas de uso exclusivo de las fuerzas armadas. Por ese motivo, el grupo está equipado con armas de uso restringido a las Fuerzas Armadas Brasileñas.

## Historia
El BOPE fue creado el 19 de enero de 1978 como el núcleo de la compañía de Operaciones Especiales (NuCOE) a través de un proyecto elaborado y presentado por el Capitán PM Paulo Amendola Cesar de Souza para el comandante general de PMERJ, el coronel del Ejército de Brasil Mario José Sotero de Menezes.
En la década de 1980, fue elevado a la categoría de Compañía de Operaciones Especiales (COE), cambiando poco después de nombre para obtener autonomía administrativa, siendo Compañía Independiente de Operaciones Especiales (CIOE). En 1991, se convirtió en Batallón, perteneciendo aún al Regimiento Mariscal Caetano de Farias, sede del Batallón de Policía de Choque, entre otras unidades policiales.
En el año de 2000 obtuvo instalaciones propias, ubicadas en la favela Tavares en el barrio de Catete en la Zona Sur de la capital Fluminense.

## Delitos de lesa humanidad
En 2005, la Escuela de Derecho de la Universidad de Nueva York publicó un informe sobre las ejecuciones extrajudiciales efectuadas por el BOPE, indicando que el escuadrón estuvo involucrado en el asesinato de al menos cuatro adolescentes con el pretexto de que eran traficantes de drogas que se resistieron a un arresto: «oficiales del BOPE falsificaron la escena del crimen con el fin de incriminar a las víctimas. Esperando que de esta manera pudieran parecer miembros de pandillas. Sin embargo ningún arma fue encontrada en las víctimas y ninguno de ellos tenía antecedentes de actividad criminal».
Amnistía Internacional declaró que «las fuerzas de policía en Brasil adoptan métodos violentos y represivos. Esto provoca violaciones de los derechos humanos fundamentales de una gran parte de la población de forma habitual», y atribuye de un determinado número de civiles muertos al BOPE en particular. En marzo de 2006, Amnistía Internacional condenó específicamente el uso de vehículos con placas blindadas, conocido como caveirão. Señaló que el despliegue agresivo del vehículo, indiscriminadamente dirigidos a comunidades enteras, subrayando la ineficacia del uso excesivo de la fuerza.

## Los "Caveirão"

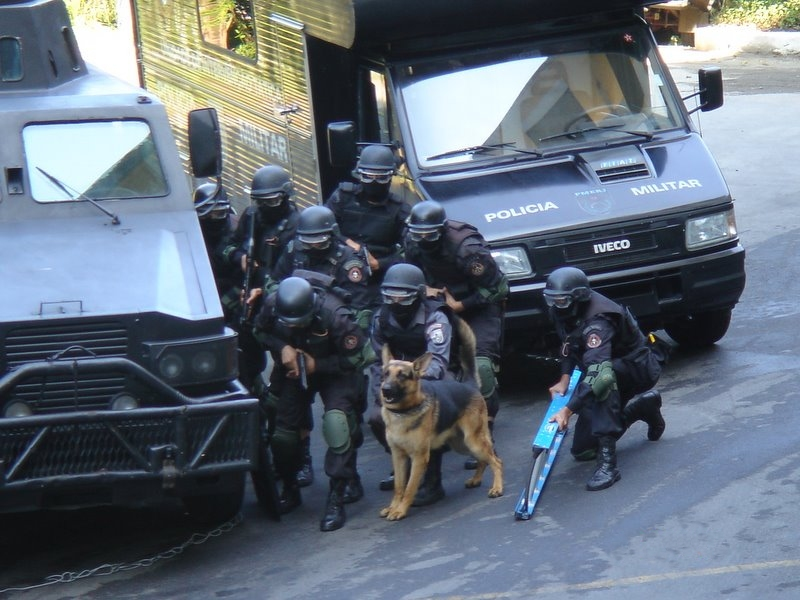
Agentes del Bope en una incursión policial.

El BOPE emplea camiones blindados, oficialmente llamados "pacificadores", pero popularmente conocido como "Caveirãos", principalmente en operaciones en los barrios y suburbios donde hay conflicto con los traficantes que utilizan armamento pesado. Los camiones tienen capacidad para un escuadrón de 11 hombres pero no tienen armamento propio, sino que emplean el poder de fuego de las armas del propio escuadrón policial. El chasis que utilizan los vehículos son los del camión Ford Cargo 815, considerado inadecuado por los expertos, ya que el peso del vehículo, con los policías, supera las 8 toneladas de peso bruto para el que el chasis fue diseñado.
El principal objetivo de los camiones blindados es proteger la vida de los miembros de la guarnición y romper las barreras físicas utilizadas para obstaculizar su paso. Los tanques son también esenciales para apoyar el rescate de las unidades de policía y de los heridos atrapados en las situaciones de enfrentamiento.
El caveirão se utiliza cuando el riesgo es alto en las laderas, su blindaje soporta disparos del calibre 7,62 mm tanto de fusil como de ametralladora.

## Armamento
Debido a las exigencias de su situación en operaciones especiales, disponen de armamento diferenciado al de los policías convencionales, como por ejemplo:
- Ametralladora ligera FN Minimi calibre 5,56 × 45
- Ametralladora ligera Heckler & Koch HK21 calibre 7,62 × 51
- Cuchillos
- Escopeta Benelli M3 (modelo Pump-action)
- Explosivos de uso militar
- Fusil de asalto Colt M16 calibre 5,56 × 45
- Fusil de asalto Colt M4A1 calibre 5,56 × 45
- Fusil de asalto FN FAL calibre 7,62 × 51 fabricado por IMBEL
- Fusil de asalto Heckler & Koch G3 calibre 7,62 × 51
- Fusil francotirador Armalite AR-10 SuperSASS calibre 7,62 × 51
- Fusil francotirador Heckler & Koch PSG1 calibre 7.62 × 51
- Granadas
- Pistola Taurus PT 92 calibre 9 mm
- Subfusil FN P90 calibre 5,7 × 28
- Subfusil Heckler & Koch MP5 calibre 9mm

## Artes marciales

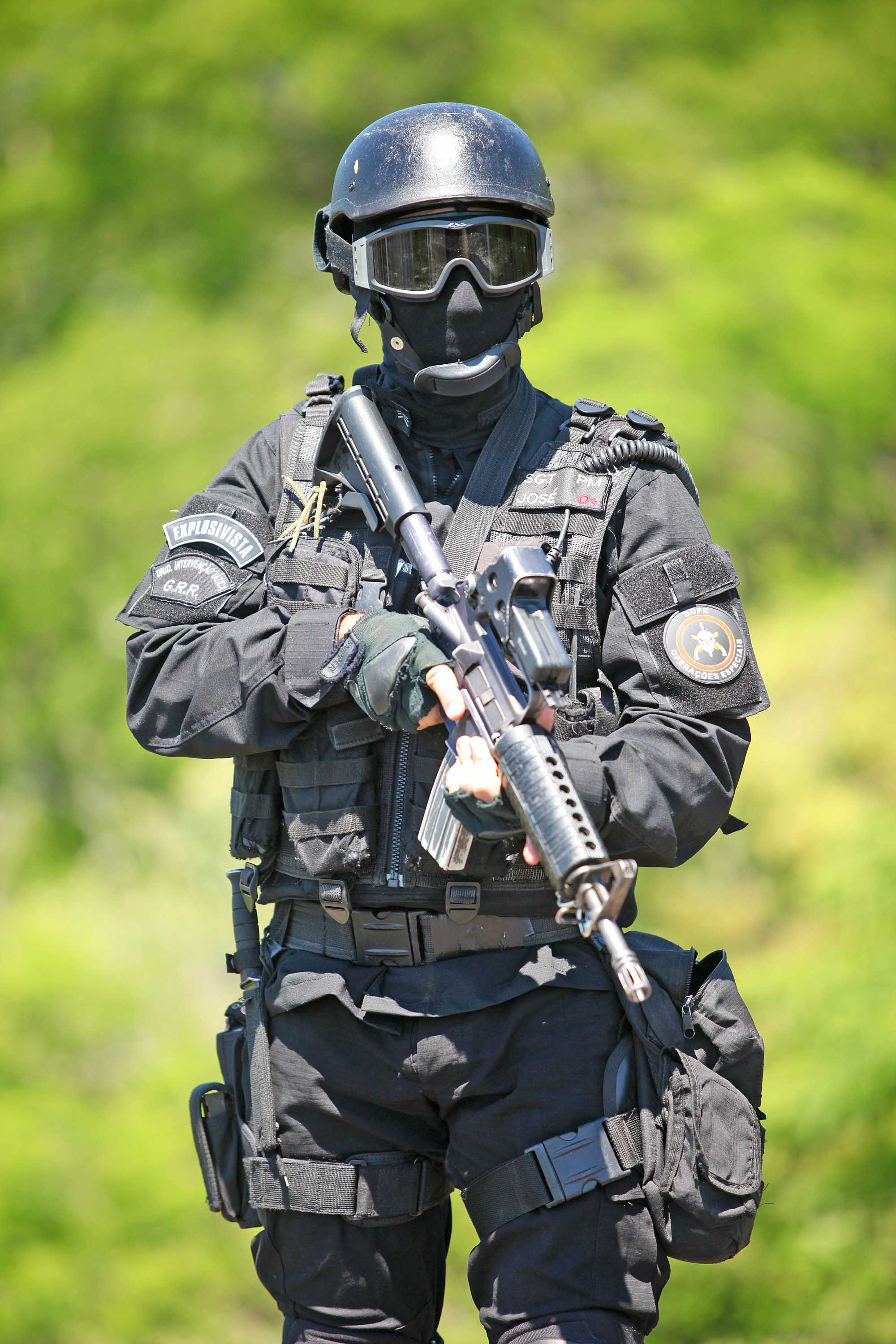
Un oficial de BOPE.

Debido a las misiones de alto riesgo con las que se enfrenta el Grupo de operaciones tácticas (GOT), de la policía metropolitana, sus integrantes deben estar preparados para responder ante cualquier agresión, eso incluye el combate cuerpo a cuerpo. Siendo así este cuerpo de élite procura estar actualizado y entrenado en diversos tipos de artes marciales tales como:
Ju-Jitsu: Arte marcial de origen japonés; El GOT trabaja especialmente el Ju Jutsu No Gi, es decir, sin quimono (conocido en España como grappling o lucha de sumisión) en el que se trabaja sobre técnicas de luxación, estrangulación, dolor y sumisión con el objetivo de someter al rival para su detención o dejarlo fuera de combate de forma rápida y efectiva. Los integrantes del GOT, tienen rango mínimo de cinturón azul (faixa azul) 
Muay-Thai: Arte marcial de origen tailandés, basada en técnicas de golpeo con diversas partes del cuerpo, como los puños, los codos, las piernas y las rodillas.
Kombato y Luta Livre: Sistemas de lucha de origen brasileño, aplicados tanto a nivel policial y militar como en la luchas de vale todo.
Krav Maga  es el sistema oficial de lucha y defensa personal usado por las fuerzas de defensa y seguridad israelíes.
Para participar en el BOPE se necesita ser candidato de la policía o militar durante un mínimo de dos años, teniendo una excelente condición física, y aprobar el reconocimiento médico y psicológico.
Hay dos tipos de curso, uno para cada una de las divisiones del batallón:
- Curso de Acción Táctica (CAT), con una duración de dos meses, dirigido el rescate de rehenes.
- Curso de Operaciones Especiales

También está el curso Patrullaje en zonas de alto riesgo (CPAAR), opcional para los cadetes de segundo año de la Academia de la Policía Militar Dom João VI, y la Etapa Las solicitudes Tácticas (EAT), ofrecido a los cadetes de tercer año de la APM Dom João VI, y las plazas de otras unidades de PMERJ, de acuerdo con el calendario establecido por la Corporación.

## Películas
La película, del cineasta José Padilha, Tropa de élite basada en la novela de los miembros del BOPE Andrés Batista y Rodrigo Pimentel, en colaboración con el antropólogo Luiz Eduardo Soares e inspirada en las acciones del propio BOPE, se estrenó en las salas de cine de Brasil el 12 de octubre de 2007.
El 8 de octubre de 2010 se estrenó la secuela Tropa de élite 2 también dirigida por José Padilha.

## Reputación
En un proyecto sobre las ejecuciones extrajudiciales, obra de la Universidad de Derecho en Nueva York, se acusó al BOPE de matar a cuatro adolescentes bajo la infundada pretensión de que los traficantes se resistieron al arresto. El BOPE fue acusado de falsificar pruebas de los crímenes que nunca ocurrieron. Amnistía Internacional también condenó los métodos utilizados por el BOPE, específicamente el uso de los "caveirões" a los que atribuyó un gran número de muertes de civiles inocentes por parte del batallón.
Según el periódico New York Times, en el momento al cual se hace referencia en la película "Tropa de Elite," en el BOPE había 120 miembros y se consideró El Paraíso de los policías honestos de Río de Janeiro. Hoy, la fuerza ha crecido, incorporando más de 400 hombres, y su reputación de incorruptible es cada día menor.  
Los críticos también apuntan a su desastrosa actuación durante el secuestro del autobús 174 en Río de Janeiro, donde, debido a la incompetencia de sus miembros, la profesora Geisa Gonçalves terminó siendo asesinada. El secuestrador, Sandro do Nascimento, murió en circunstancias poco claras, minutos más tarde mientras era trasladado después de su detención. Finalmente la investigación judicial carioca determinó que Sandro murió víctima de asfixia por parte de los policías que lo trasladaban.